# Consejo Nacional de Toda Palestina
El Consejo Nacional de Toda Palestina, oficialmente Consejo Nacional Palestino (CNP). fue convocado en Gaza el 1 de octubre de 1948, bajo la presidencia de Amin al-Husayni. El Consejo aprobó una serie de resoluciones que culminaron el 1 de octubre de 1948 con una declaración de independencia sobre Toda Palestina, con Jerusalén como su capital. El consejo sirvió al brazo legislativo del Protectorado de Toda Palestina.

## Historia
El Consejo Nacional de Toda Palestina se reunió el 1 de octubre de 1948 en la escuela al-Fallah al-Islamiyah, un edificio que pertenecía al Waqf musulmán. Los participantes del CNP fueron 75-80 líderes municipales y de aldeas de 150 invitados. El resto no pudo llegar debido a la negativa de los ejércitos jordano e iraquí a permitir delegados que residían en áreas bajo su control. Amin fue elegido presidente del Consejo Nacional. También fue elegido presidente del Consejo Superior, una especie de institución presidencial que está por encima del Gobierno de Palestina y el Consejo Nacional Palestino, el brazo ejecutivo y el brazo legislativo, respectivamente. El CNP continuó en sesión hasta el 2 y 3 de octubre, y llegó a su fin con una serie de decisiones, incluida la adopción de la bandera de Sharifian de 1916, la elección de Jerusalén como capital, la movilización general y más. Además, todos los delegados adoptaron y firmaron un proyecto de ley que establece el gobierno y la declaración de independencia.

## Consecuencias
Durante la ocupación militar egipcia, el Consejo Legislativo Palestino se estableció en la Franja de Gaza en 1962, que duró hasta que fue disuelto por las autoridades israelíes en 1967.